# Acantholomidea denticulata
Acantholomidea denticulata är en insektsart som först beskrevs av Carl Stål 1870.  Acantholomidea denticulata ingår i släktet Acantholomidea och familjen sköldskinnbaggar. Inga underarter finns listade i Catalogue of Life.